# Tempio di Traiano
Il tempio di Traiano (o meglio Templum Divi Traiani et Plotinae) era un tempio romano costruito nel II secolo e la cui collocazione è ipotizzata presso il foro voluto dallo stesso imperatore sul limitare del Campo Marzio.

## Storia
Secondo quanto riportato dalla Historia Augusta (H. A., Hadr. 19.9), l'edificio venne aggiunto alla piazza del foro da Adriano tra il 125 e il 138 e dedicato all'imperatore Traiano, divinizzato dal Senato, e a sua moglie Plotina, morta e anch'essa divinizzata nel 124. Del tempio resta l'iscrizione dedicatoria, conservata ai Musei Vaticani, e ce ne viene trasmessa memoria in due cataloghi regionari del IV secolo noti come Notitia urbis Romae e Curiosum urbis Romae regionum XIIII. Sono ipoteticamente attribuiti al suo pronao l'enorme colonna monolitica in granito grigio del Foro (proveniente dalle miniere egiziane del Mons Claudianus), con capitello in marmo lunense bianco, entrambi visibili presso la Colonna Traiana. Il fusto è di circa due metri di diametro e il solo capitello misura 2,12 m di altezza. Tra i tanti edifici creati sotto Adriano, la Historia Augusta riferisce che solo su questo egli volle apporre il suo nome.
Traiano e Plotina non vennero comunque sepolti qui, ma nella cella nel basamento della Colonna Traiana in cui, secondo la tradizione, vennero deposte le loro urne d'oro.

## Ricerche archeologiche
Nonostante le ricerche non si è riusciti ancora a determinare con precisione il sito dove venne costruito l'edificio (che tuttavia le fonti indicano come templum e non come aedes, potendo dunque trattarsi anche di un'area scoperta). Era stato ipotizzato tradizionalmente che le sue fondazioni fossero situate sotto Palazzo Valentini e che fossero state riutilizzate da questo durante la sua costruzione. Le indagini archeologiche hanno invece rinvenuti resti di insulae, abitazioni sviluppate su più piani, con fondazioni assai meno consistenti rispetto ad un edificio templare, e altri edifici più antichi.
Si è quindi ipotizzato che l'edificio si trovasse all'estremità opposta della piazza, in direzione del Foro di Augusto, dove tuttavia gli scavi giubilari hanno rinvenuto solo un piccolo cortile quadrangolare porticato con funzione di passaggio tra i due complessi forensi. È stato anche ipotizzato, sebbene non senza elementi contrari, che le celle templari, dedicate a Traiano e a Plotina, fossero costituite dalle due aule che si aprono ai lati della Colonna Traiana, che presentano nicchie sulle pareti inquadrate da due ordini sovrapposti di colonne, tradizionalmente identificate come biblioteche.
Nel settembre 2011 è stata proposta una nuova lettura dei dati archeologici dal team guidato da Andrea Carandini, che non sembrerebbero essere in contrasto, come in precedenza era invece parso, con l'ipotesi della presenza del tempio dei Divi Traiano e Plotina in quanto struttura autonoma . Gli scavi diretti da Eugenio La Rocca, oggi già ben valorizzati e visitabili sotto Palazzo Valentini, hanno portato nuovi elementi a sostegno di tale ipotesi. Secondo tale ricostruzione, il tempio verrebbe ad essere inserito in uno spazio racchiuso da un alto muro a forma di ferro di cavallo con un colonnato aggettante e, sulla base di confronti con altri edifici romani (l'elemento di paragone più stringente con il Tempio di Antonino e Faustina nel Foro Romano si basa sulla presenza di fondazioni a camera), avrebbe potuto avere una fronte che, a seconda delle ipotesi, conterebbe sei oppure otto colonne.
Nell'ipotesi alternativa all'esistenza del tempio, invece, la colossale colonna in granito e il grande capitello vengono ad essere parte del monumentale accesso al Foro di Traiano dal Campo Marzio.